# Bischofsheim an der Rhön
Pour les articles homonymes, voir Bischofsheim.
Bischofsheim an der Rhön est une ville de Bavière (Allemagne), située dans l'arrondissement de Rhön-Grabfeld, dans le district de Basse-Franconie. Elle se trouve à 4 km au nord-ouest du Himmeldunkberg.